# Pierwomajskoje (obwód tomski)
Pierwomajskoje (ros. Первомайское) – wieś (sieło) w Rosji, w obwodzie tomskim, ośrodek administracyjny rejonu pierwomajskiego. W 2010 liczyła 5641 mieszkańców.